# Lanhill

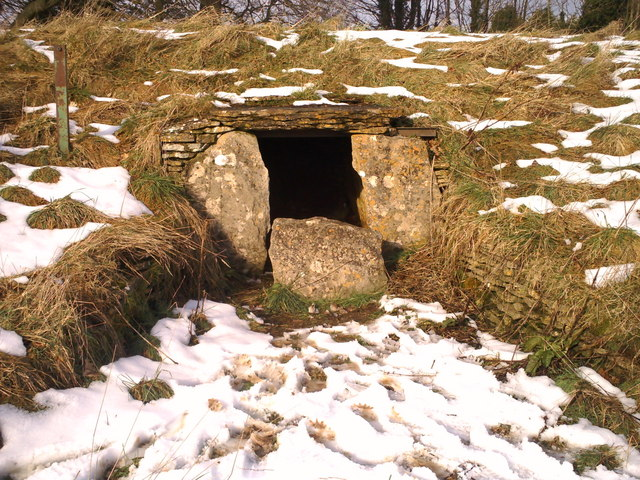
Zugang zur Kammer des Lanhill

Lanhill (auch Hubba's Low genannt) ist eine 1909 ausgegrabene Megalithanlage des Typs Cotswold Severn Tomb. Sie liegt fünf Kilometer westlich von Chippenham, südlich der A420 in Wiltshire in England und wird oft fälschlich als Lanhill Long Barrow bezeichnet. Cotswold Severn Tombs liegen zu beiden Seiten des Flusses Severn in England und Wales mit der höchsten Konzentration im englischen Gloucestershire.

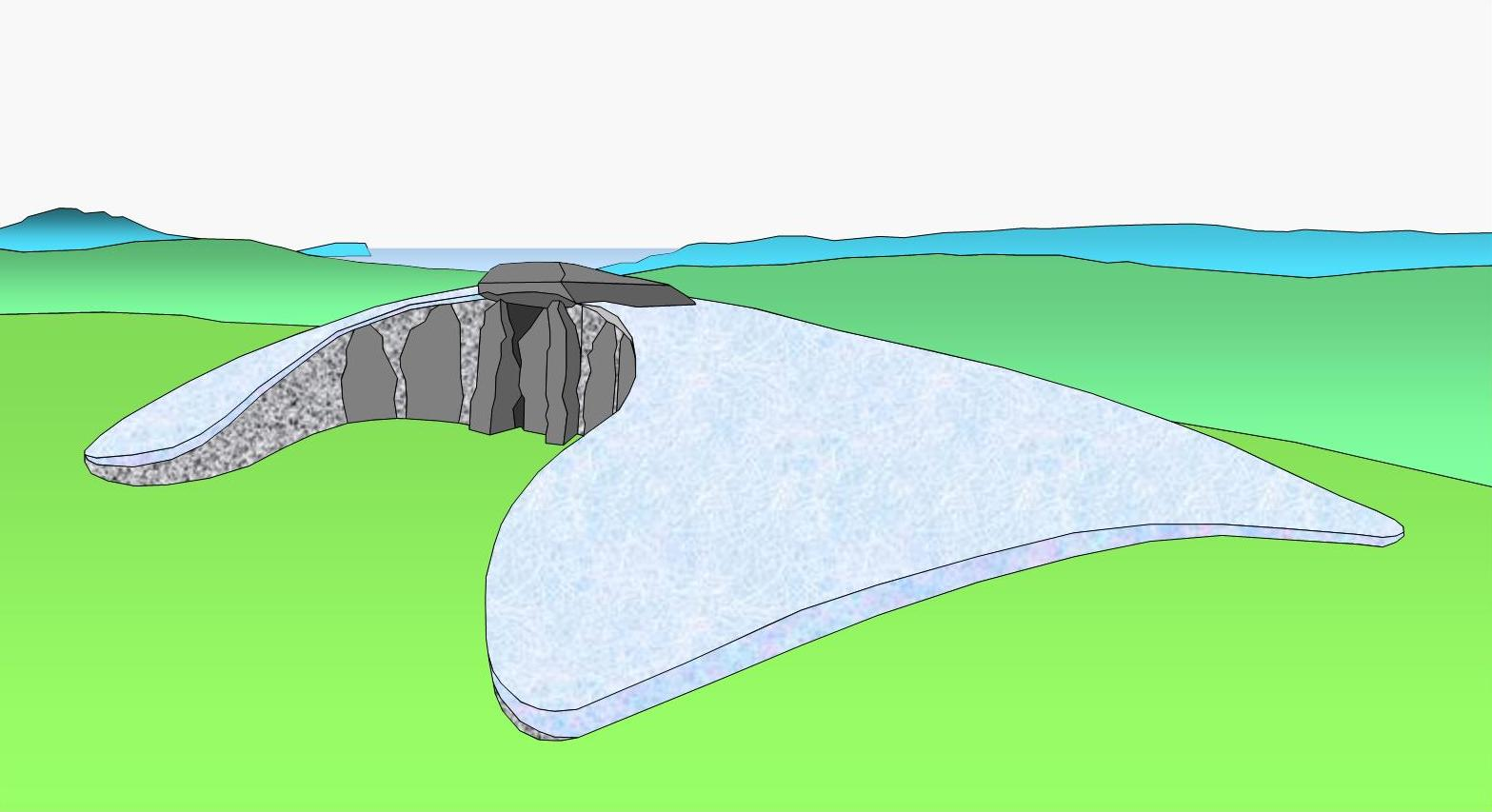
Schema Cotswold Severn Tomb

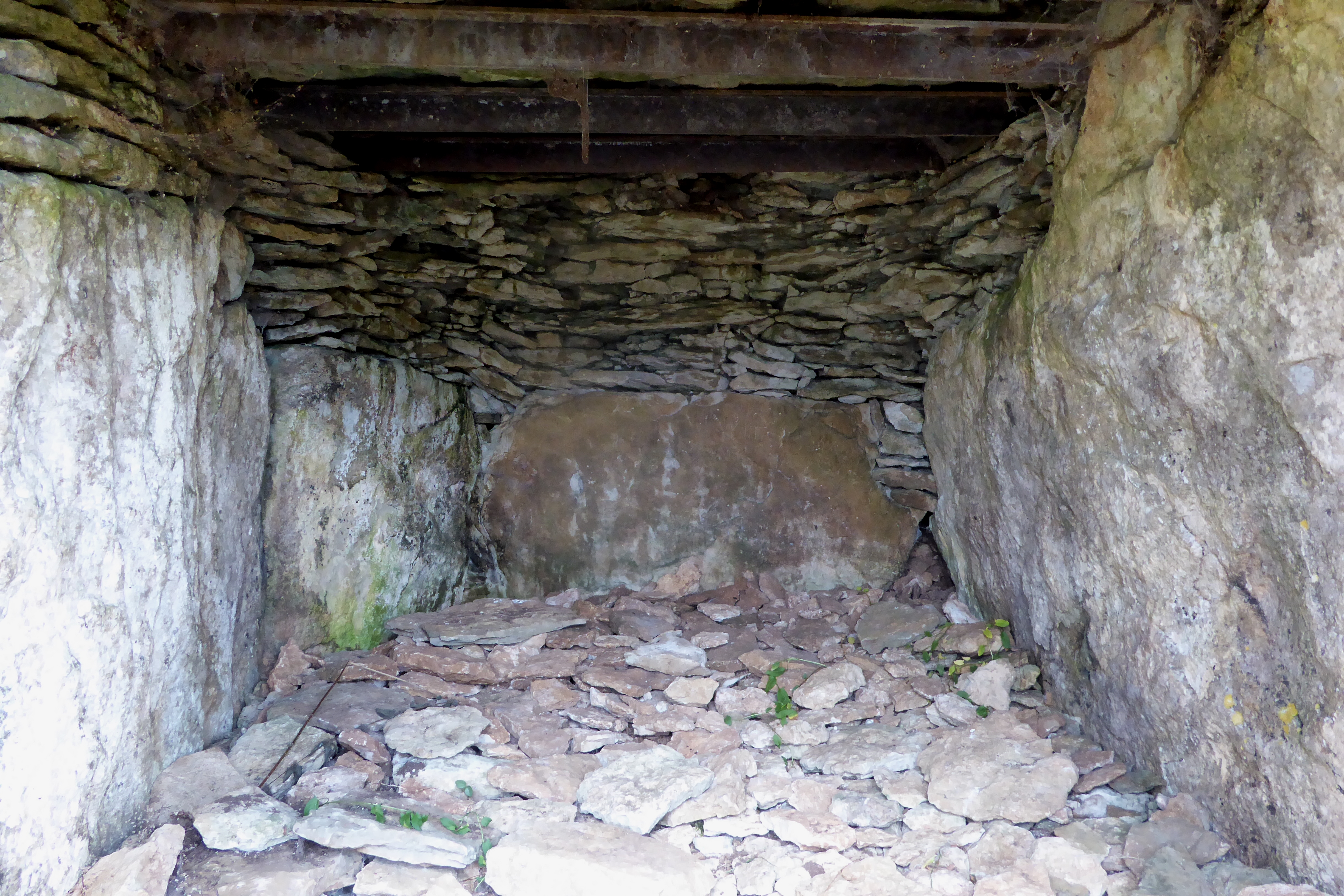
Kammerinneres im Lanhill

## Beschreibung
Der west-ost orientierte Hügel ist gestört und hat etwa 56,0 m Länge und 27,0 m Breite. Es gab ursprünglich drei Kammern im Hügel. Die Nordkammer war durch Steinmaterial blockiert und ist völlig intakt. Sie liegt in der Mitte einer Fassade und ist relativ klein und von trapezoider Form. Die Kammer erweitert sich, umgekehrt als die von Five Wells, zum Ende hin. Drei Seiten werden von großen Kalksteinplatten gebildet, während die schmale Frontseite seitlich durch die Steinplatten der Fassade eingezogen ist. 

## Funde
In der trapezoiden Nordkammer lag ein Erwachsener im vorderen Bereich der Kammer. Die Knochen von zehn anderen waren am hinteren Ende aufgestapelt. Die Schädel und die Extremitäten von verschiedenen Personen waren sorgfältig, aber falsch, zusammengesetzt gelagert. Eigenheiten des Skelettmaterials deuteten auf familiäre Beziehungen zwischen mehreren Toten an.